# 椭圆果葶苈
椭圆果葶苈（学名：Draba ellipsoidea）为十字花科葶苈属下的一个种。

## 扩展阅读
- 維基物種上的相關：椭圆果葶苈